# 柿健一

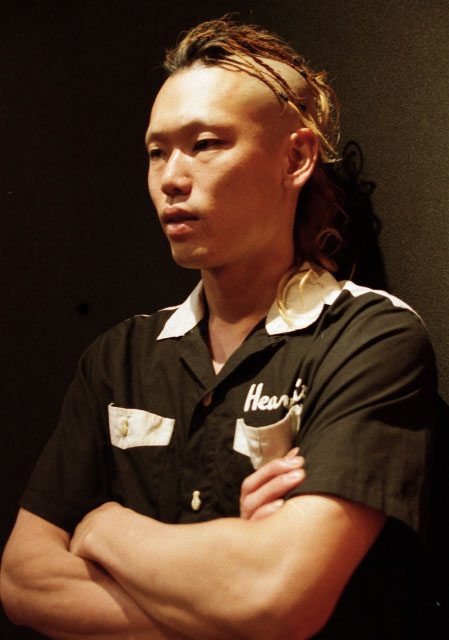
柿健一

柿 健一（かき けんいち、1978年12月28日 - ）は、京都府京都市出身のドラマー、お笑い芸人。B型。通称「カッキー」
京都府立洛西高等学校、龍谷大学法学部卒業。

## 略歴
高校時代、学園祭でクラスメイトとバンドを組むことになり、ドラムを始める。大学時代は軽音サークルに所属。スカコアバンド『FLAG SHIP』に加入し、関西を中心にライブ活動を行う。メインの活動以外にも、数々のバンドからサポートを依頼され、一時は20バンドを掛け持ちしていたため、忙しさのあまり急性胃炎を引き起こした。大学卒業後『FLAG SHIP』を脱退し、単身上京。サポートドラマーとして幾つかのバンドで活動後、『STANCE PUNKS』に出会いメンバーとなる。
2010年10月18日、7年間ドラムスを務めた『STANCE PUNKS』を脱退。
2011年にお笑い芸人としてソニー傘下SMA NEET Projectに所属。ピン芸人「かきくけこ」として活動。
2016年2月20日、芸人としての活動休止を発表した。

## ドラマーとしての来歴
- 2004年 - STANCE PUNKS 加入。
- 2004年 - パール楽器ドラムモニター。カタログ掲載。
- 2008年 - エフエム世田谷83.4MHz 番組MC。
- 2009年 - スカパー! 大人の音楽専門TV◆ミュージック・エア『STANCE PUNKSの電撃TV』番組MC。
- 2009年 - DRUM MAGAZINE 1月号・3月号・5月号 裏表紙掲載。
- 2010年 - STANCE PUNKS 脱退。

## 芸風
- お笑い芸人転身後も持ち歩き可能な簡易ドラムセットを使ったネタが大半。
- しっかり裏打ちされたドラム技術を使った「カッコいいドラムテクニックなのに、誰も見てくれない」、「早く休憩にいきたいドラマー」、「この曲のリズムだと思ったら、この曲だった」などのほか、「前の出番のバンドのアンコールが長すぎる」といったドラムを使わない音楽ネタもある。

## 人物
- 中学・高校時代はテニス部。キャプテンだった。
- 大学は法学部だったが、ドラムの練習ばかりしていたため、法律は一切分からない。
- バンド時代のトレードマークは「モヒカン」。ブリーチのし過ぎで髪はぼろぼろになり、トウモロコシの穂のような髪質だった。2010年に東京・Shibuya O-WESTで行われた脱退ライブにて断髪式を行い、今はごく普通の短髪となっている。
- 実は音楽にそれ程詳しくなく、バンドマン達の話についていけないことがしばしばあった。
- 好きなドラマーとして、村上“ポンタ”秀一、菊地哲を挙げている。
- 枕が変わると眠れない為、ツアーにも持ち歩いていた。
- 幼少の頃は、近所でも有名ないたずら坊主で、学校の先生や警察に度々お世話になり、親も呆れるほどだった。
- 2009年、結婚し婿養子に入ったため、名字が『渡邊』に変わった。「これからはナベケンと呼んで下さい」と本人がネタにしていたという。
- STANCE PUNKS脱退後、「静岡に拠点を移し、お雛様を作る」と話していたらしい。